# Joseph Koerber
Joseph Laurent Koerber CSSp (ur. 3 września 1943 w Sierentz) – francuski duchowny rzymskokatolicki działający w Gabonie, w latach 2014–2022 wikariusz apostolski Makokou.

## Życiorys
Wstąpił do Zgromadzenia Ducha Świętego i w tymże zakonie złożył śluby wieczyste 10 grudnia 1970, zaś 24 czerwca 1972 przyjął święcenia kapłańskie. Po święceniach wyjechał do Gabonu i rozpoczął tam pracę misyjną. Ponadto w zakonie pełnił funkcję ekonoma regionu gabońskiego.
19 marca 2003 papież Jan Paweł II mianował go prefektem apostolskim Makokou. 11 lipca 2014 papież Franciszek podniósł prefekturę do rangi wikariatu apostolskiego i mianował ks. Koerbera jego pierwszym zwierzchnikiem. 26 października 2014 został wyświęcony na biskupa tytularnego Siccenny przez ówczesnego arcybiskupa Libreville, Basile'a Engone'a.
6 stycznia 2022 papież przyjął jego rezygnację z pełnionego urzędu, złożoną ze względu na wiek. 